# أدريان فرنانديز (لاعب كرة قدم)
أدريان فرنانديز (بالإسبانية: Adrián Fernández Leal) هو لاعب كرة قدم أوروغواياني في مركز الهجوم، ولد في 30 يناير 1977 في الأوروغواي.